# الدوري الإسباني لكرة القدم للسيدات 1996–97
الدوري الإسباني لكرة القدم للسيدات 1996–97 (بالإسبانية: División de Honor Femenina 1996-97)‏ هو الموسم 9 من الدوري الإسباني لكرة القدم للسيدات. فاز فيه Levante UD Femenino ‏.